# Casemate du Bois-de-Beuveille
La casemate du Bois-de-Beuveille, surnommée casemate la Jacqueline (du prénom de la fille unique du premier officier ayant commandé l'ouvrage, le capitaine Jules Mettetal), est une casemate d'intervalle CORF de la ligne Maginot située sur la commune de Beuveille, dans le département de Meurthe-et-Moselle.

## Position sur la ligne
Faisant partie du sous-secteur d'Arrancy dans le secteur fortifié de la Crusnes, la casemate du Bois-de-Beuveille, portant l'indicatif C 02, est intégrée à la « ligne principale de résistance » entre l'ouvrage de Fermont (A 2) à l'ouest et la casemate du Haut-de-l'Anguille Ouest (C 3) à l'est, à portée de tir croisé des canons des gros ouvrages de Fermont à l'ouest et de Latiremont plus à l'est.
La casemate se trouve à l'extrémité nord du bois de Beuveille, protégeant les entrées de l'ouvrage de Fermont qui sont à 300 mètres au sud-ouest (à la lisière orientale du bois). La ligne est renforcée à cet endroit par deux petits blockhaus MOM de part et d'autre de la casemate, le Db31-B (Bois-de-Beuveille Ouest, pour un canon antichar de 25 mm flanquant vers l'ouest) et le Db31-A (Bois-de-Beuveille Est).

## Description générale
Il s'agit d'une casemate simple flanquant vers l'est et croisant ses tirs avec la casemate du Haut-de-l'Anguille Ouest, elle est équipée d'un créneau mixte pour JM/AC 47 (jumelage de mitrailleuses et canon antichar de 47 mm), un autre créneau pour JM, une cloches GFM (guetteur et fusil-mitrailleur) et une cloche pour jumelage de mitrailleuses.
Elle porte la dénomination « C 02 », à ne pas confondre avec la casemate C 2 de Bréhain.

## État actuel
Encore facilement visible et localisable de nos jours, le gros œuvre et les cuirassements sont encore en bon état et en place. Toutefois, la majorité des équipements a aujourd'hui disparu.

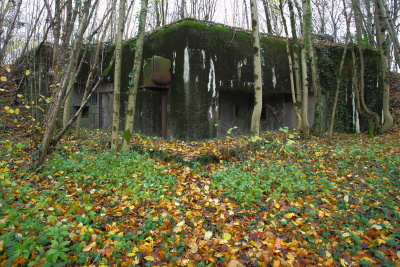
La casemate de nos jours.
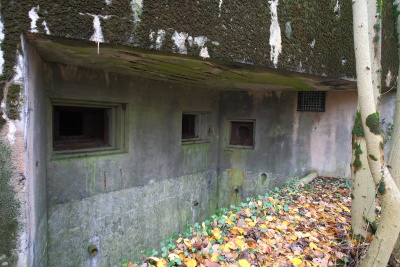
la façade de tir.

## Dans la culture
La casemate du Bois-de-Beuveille apparaît régulièrement dans la bande-dessinée La "Ligne" Maginot, scénarisée et dessinée par Maadiar et publiée depuis 2016 chaque trimestre dans La Charte, la revue de la Fédération Nationale André Maginot.  